# Paralaophonte octavia
Paralaophonte octavia är en kräftdjursart. Paralaophonte octavia ingår i släktet Paralaophonte och familjen Laophontidae. Inga underarter finns listade i Catalogue of Life.